# Predpoloma
Predpoloma je místní část obce Nová Bošáca nacházející se v jihovýchodní části Bílých Karpat na Slovensku. Ze všech stran je obklopena výběžky hřebenů Bílých Karpat. Od východu je to Melčický (765 m), Tlstý (760 m) a Dubický vrch (719 m). Od východu je z nich nejvyšší Dúžnik (807,2 m). Ze severu je to Mikulčin vrch (799 m), od západu Velký Lopeník (911 m) a od jihu to jsou Jelenec (925 m) a Velká Javořina (970 m). Predpoloma má obydlí roztroušené po kopcích. Průměrná nadmořská výška je okolo 410 m.